# Chavarriella lafayaria
Chavarriella lafayaria là một loài bướm đêm trong họ Geometridae.